# Liste der Monuments historiques in Chavenon
Die Liste der Monuments historiques in Chavenon führt die Monuments historiques in der französischen Gemeinde Chavenon auf.

## Liste der Bauwerke
| Bezeichnung      | Beschreibung              | Standort | Kennzeichnung | Schutzstatus | Datum | Bild           |
| ---------------- | ------------------------- | -------- | ------------- | ------------ | ----- | -------------- |
| Kirche St-Martin | Erbaut im 12. Jahrhundert | (Lage)   | PA00093056    | Inscrit      | 1933  | weitere Bilder |

## Liste der Objekte
| Bezeichnung               | Beschreibung                                                 | Standort                       | Kennzeichnung | Schutzstatus | Datum | Bild |
| ------------------------- | ------------------------------------------------------------ | ------------------------------ | ------------- | ------------ | ----- | ---- |
| Skulptur Madonna mit Kind | Holz, polychrom gefasst, erstes Viertel des 16. Jahrhunderts | in der Kirche St-Martin (Lage) | PM03001496    | Inscrit      | 1996  |      |